# 畹町中学
畹町中学，是云南省德宏傣族景颇族自治州瑞丽市畹町经济开发区的一所完全中学，为云南省二级二等完全中学:95。

## 历史
1960年8月，开办畹町中学（初级），仅设一班，学生23人:325。1961年3月，改为畹町小学初中部，同年8月停办:325。1969年9月，畹町小学再次开设初中班，1971年脱离、正式设立畹町中学，1973年云南省科教局批复畹町中学增设高中部，办为完全中学:325。1989年，畹町中学试办职业高中班，因生源不足1996年停办职高:250。

## 资料来源
1. ↑  杨春征 主编; 瑞丽市史志办公室 编. . 芒市: 德宏民族出版社. 2018. ISBN 978-7-5558-1082-7.
2. ↑  黄桂兰 主编; 畹町教育局 编. . 芒市: 德宏民族出版社. 2011. ISBN 978-7-80750-592-1.
3. ↑  彭定武 主编; 德宏傣族景颇族自治州教育局 编. . 芒市: 德宏民族出版社. 2010. ISBN 978-7-80750-333-0.
4. 1 2 3  熊家斌 主编; 云南省畹町市志编纂委员会 编. . 昆明: 云南民族出版社. 1995. ISBN 7-5367-1093-3.
5. ↑  甫如明 主编; 瑞丽市档案局 编. . 内部资料. 2014.